# Muralla romana de Barcelona

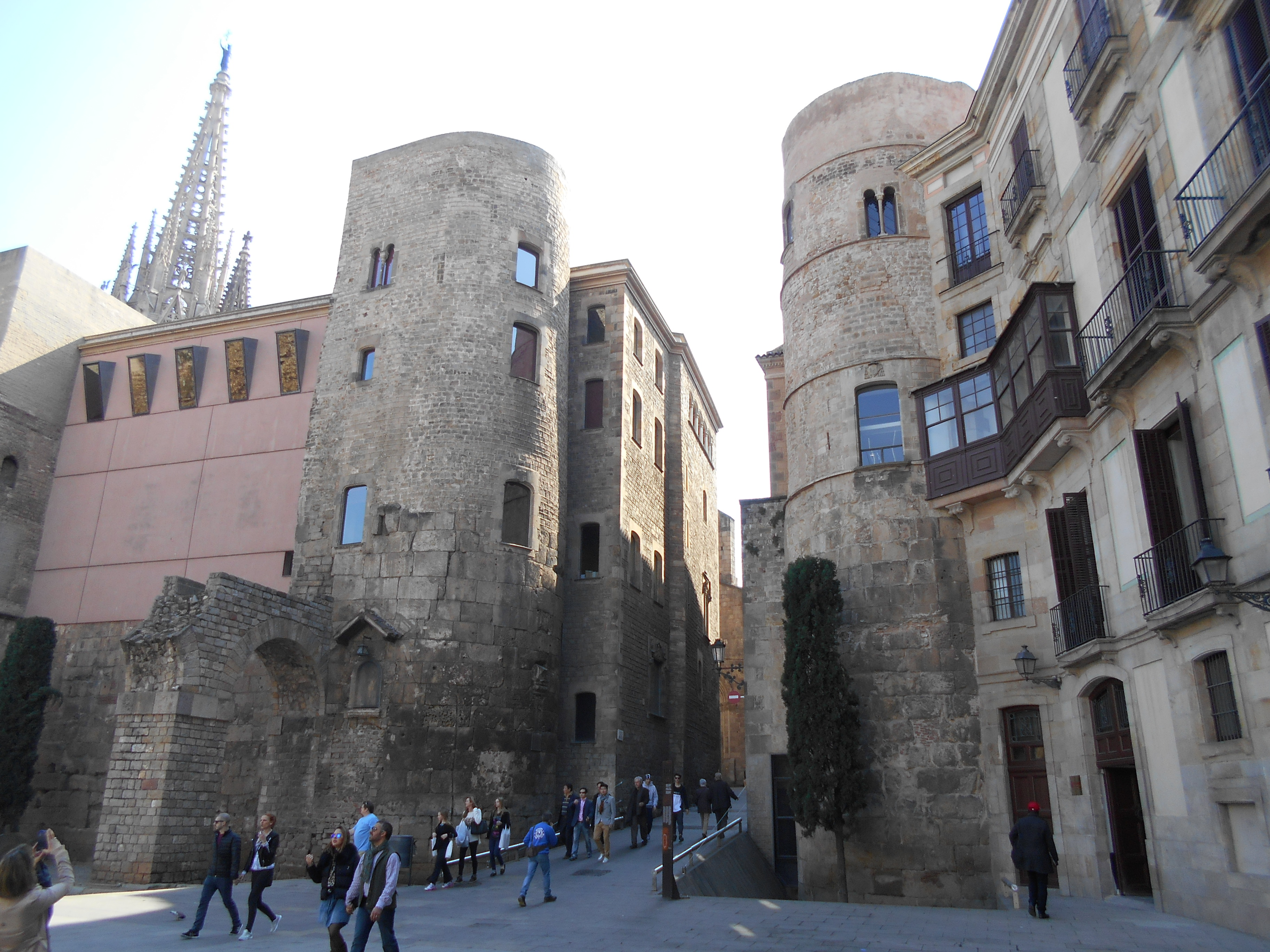
Portal del Bisbe, antigua puerta Praetoria de la Barcino romana, con las dos torres de defensa y restos de la muralla y del acueducto

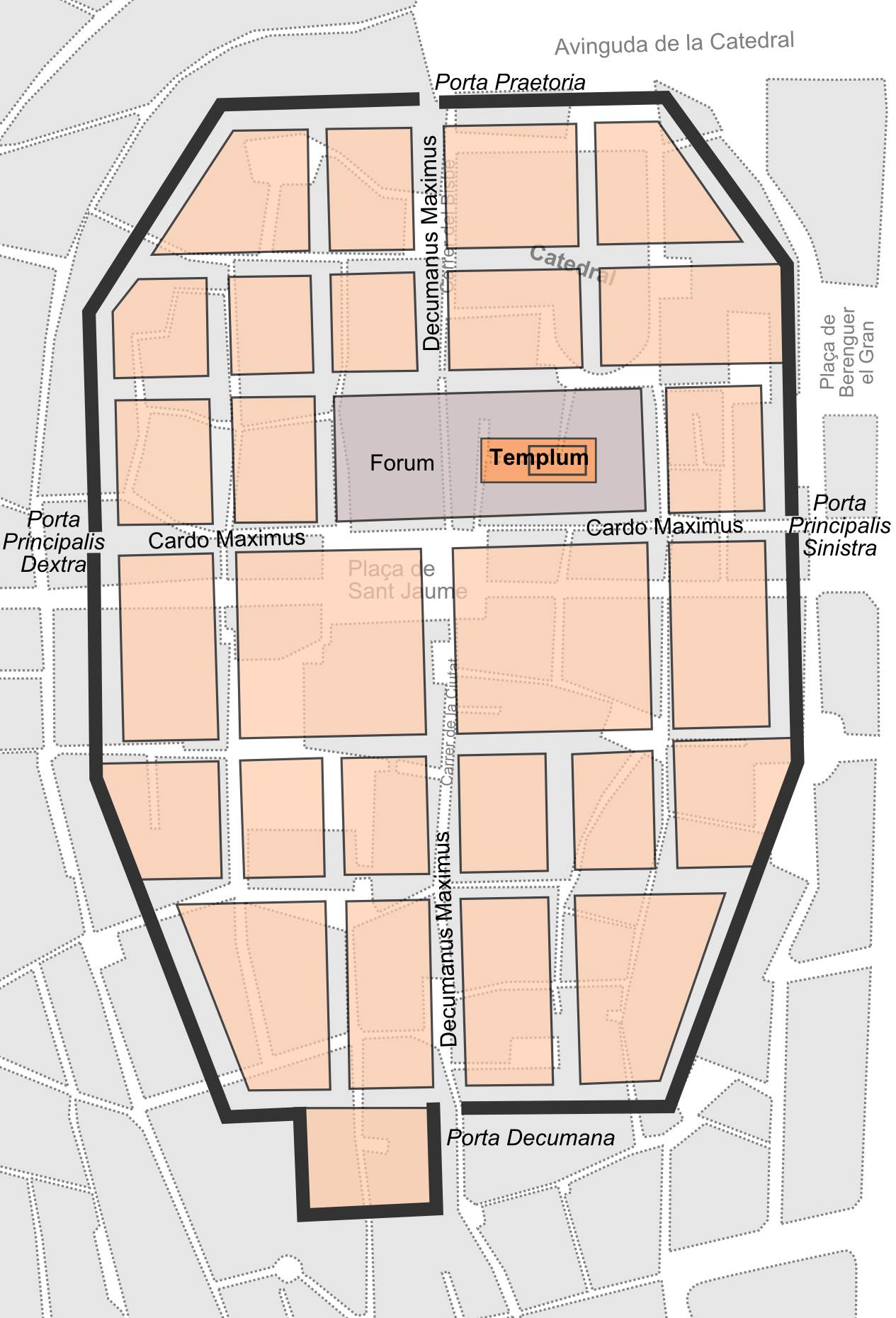
Plano de Barcino superpuesto al plano actual del Barrio Gótico

La muralla romana de Barcelona es un conjunto arqueológico y monumental formado por los restos que se conservan de la antigua muralla construida en tiempos del Imperio romano, entre el siglo I a. C. y el siglo IV. Se encuentran en el barrio Gótico, en el distrito de Ciudad Vieja de Barcelona. 
El monumento está declarado en el registro de Bienes Culturales de Interés Nacional del patrimonio catalán y en el registro de Bienes de Interés Cultural del patrimonio español con el código RI-51-0000417.

## Historia

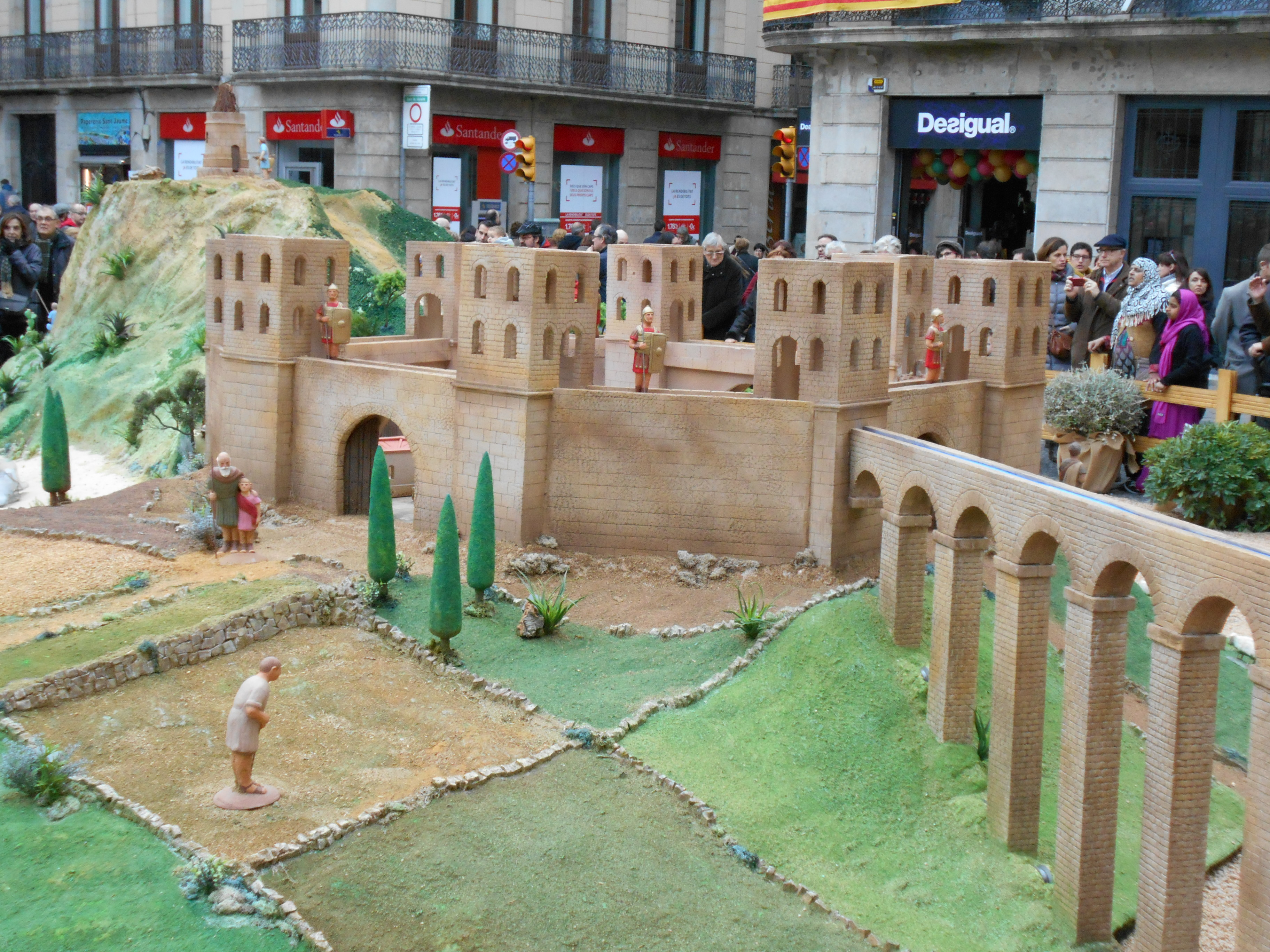
Reconstrucción de las murallas de Barcino en un pesebre ubicado en la plaza de San Jaime de Barcelona (2014)

La República romana entró por primera vez en la península ibérica en el transcurso de la segunda guerra púnica (218 a. C.), para contrarrestar el poder de los cartagineses en la zona, lo que acabó por devenir en el inicio de la conquista del territorio, un lento proceso que duraría casi dos siglos, hasta que el año 19 a. C. el emperador Augusto daría por concluido el control de la península. Las bases de actuación romana en la zona fueron inicialmente Emporion y Rhodae (actuales Ampurias y Rosas), así como la principal fundación romana en el territorio, Tarraco (Tarragona). Durante este período, los romanos seguramente ocuparían el enclave íbero situado en Montjuic, para controlar la desembocadura del Llobregat, un centro estratégico. Cabe suponer igualmente que durante este período se produciría una aculturación entre la población autóctona y los recién llegados.
Según parece, fue durante el reinado de Augusto (27 a. C.-14 a. C.) —el cual supuso la conversión de la República romana en imperio— cuando se fundó la colonia que daría origen a la ciudad, bautizada como Barcino, seguramente como latinización del nombre íbero Barkeno. Fundada entre el 15 a. C. y el 10 a. C., el asentamiento se ubicó en un pequeño promontorio del llano de Barcelona cercano a la costa, el monte Táber (16,9 m s. n. m.). El principal motivo de la elección de este lugar debió ser seguramente su puerto natural, si bien los aluviones de las torrenteras y la sedimentación de arena de las corrientes litorales irían dificultando el calado del puerto. El nuevo poblado recibió el nombre completo de Colonia Iulia Augusta Faventia Paterna Barcino. Los primeros pobladores parecen haber sido legionarios licenciados de las guerras cántabras, libertos de la Narbonense y colonos itálicos.
Barcino tomó la forma urbana de castrum inicialmente, y oppidum después, con los habituales ejes organizadores cardo maximus (actuales calles Llibreteria y Call) y decumanus maximus (calles Bisbe, Ciutat y Regomir); en la confluencia de ambos se hallaba el forum (plaza de San Jaime), la plaza central dedicada a la vida pública y a los negocios. Desde este centro, la ciudad seguía un trazado ortogonal, con manzanas cuadradas o rectangulares, siguiendo una disposición de mallas que partía de dos ejes principales: un orden axial horizontal (noroeste-sudoeste) y otro vertical (sudeste-nordeste), los cuales marcarían el futuro trazado de la ciudad, y sería recogido por Ildefonso Cerdá en su Plan de Ensanche de 1859. El papel estratégico de Barcino, punto de llegada de los grandes ejes norteño —Vía Augusta— y mediterráneo, otorgó a la ciudad desde muy pronto un activo desarrollo comercial y económico. El máximo esplendor de la época romana se dio durante los siglos II y III, con una población que debía oscilar entre los 3500 y 5000 habitantes.

## Descripción

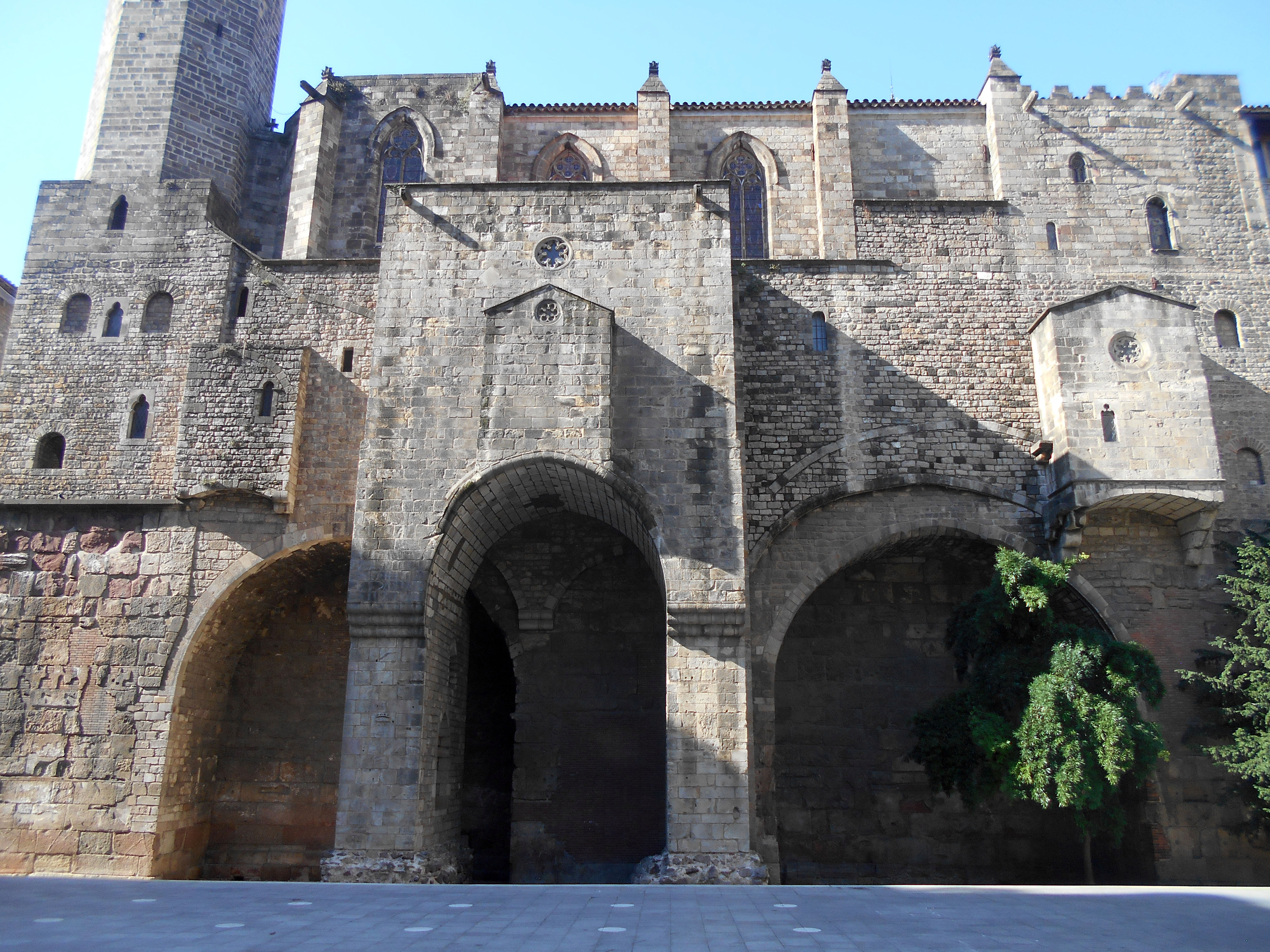
Plaza Ramón Berenguer el Grande

El recinto de Barcino estaba amurallado, con un perímetro de 1,5 km, que protegía un espacio de 10,4 ha. La primera muralla de la ciudad, de fábrica sencilla, se comenzó a construir en el siglo I a. C. Tenía pocas torres, solo en los ángulos y en las puertas del perímetro amurallado, de las que había cuatro: la Praetoria (plaza Nueva), la Decumana (calle Regomir), la Principalis Sinistra (plaza del Ángel) y la Principalis Dextra (calle del Call). Sin embargo, las primeras incursiones de francos y alamanes a partir de los años 250 suscitaron la necesidad de reforzar las murallas, que fueron ampliadas en el siglo IV. La nueva muralla se construyó sobre las bases de la primera, y estaba formada por un muro doble de 2 metros, con espacio en medio relleno de piedra y mortero. El muro constaba de 81 torres de unos 18 m de altura, la mayoría de base rectangular (diez con base semicircular, situadas en las portaladas).
De la antigua muralla se conservan diversos restos, sobre todo de los tramos norte y este. Los principales se encuentran en la plaza Nueva, donde se ubicaba la puerta Praetoria: aquí se conservan dos de las torres, parte de la muralla perimetral y una arcada del antiguo acueducto que llevaba agua a la ciudad. Sobre este tramo se construyeron las casas del Decano y del Arcediano. Desde aquí sigue por la calle Tapineria, donde se conserva una torre de planta poligonal que formaba el ángulo norte del recinto; esta parte de la muralla sirvió de apoyo para el muro posterior de la casa de la Pia Almoina. Este tramo continúa en la plaza de Ramón Berenguer el Grande, donde sobre la muralla romana se encuentran restos de la muralla medieval; sobre esta base se alza la capilla de Santa Ágata. Sigue la muralla por la calle Sotstinent Navarro, donde sobre una bóveda apuntada se levantó el palacio de Requesens. En la calle del Correu Vell hay una torre de planta circular que formaba uno de los ángulos de la muralla. Igualmente, se encuentra un tramo en la plaza Traginers, donde se conserva otra de las torres. Se conservan pequeños restos en las calles Regomir, Avinyó, Call, Banys Nous y Palla, generalmente dentro de varios edificios particulares. Algunos restos de la muralla se conservan también en el subsuelo del Museo de Historia de Barcelona, así como restos de diversos edificios de la Barcino romana. También hay restos de la antigua puerta de Mar en el Centro Cívico Pati Llimona, en la calle Regomir.

## Evolución posterior

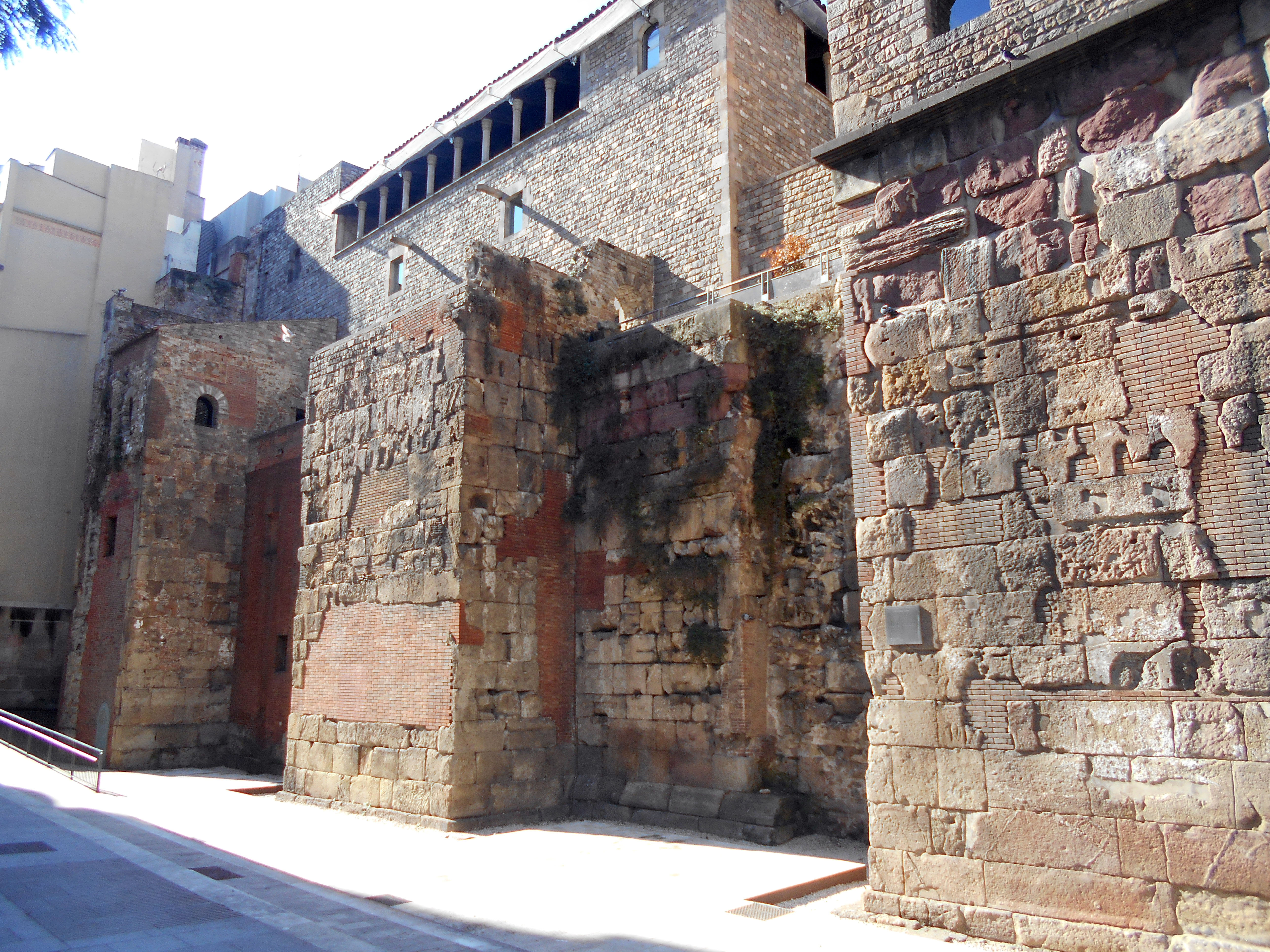
Calle Tapineria

En época medieval, la expansión de la ciudad comportó la creación de nuevos barrios extramuros, como los de Santa María del Mar, San Cucufate, San Pedro, del Pino, Santa Ana, Arcs, Mercadal y El Raval. La creación de estos nuevos barrios obligó a ampliar el perímetro amurallado, por lo que en 1260 se construyó una nueva muralla desde San Pedro de las Puellas hasta las Atarazanas, cara al mar. El nuevo tramo era de 5100 m, y englobaba un área de 1,5 km². El recinto contaba con ochenta torres y ocho puertas: San Daniel, Campderà —posterior Portal Nuevo—, Jonqueres, Orbs —luego Portal del Ángel—, Santa Ana, Portaferrissa, Boquería y Trentaclaus. También se construyeron diversas fortificaciones para reforzar las defensas de las puertas de la muralla: el Castell Nou, en el Call; el castillo de Regomir, en la puerta del Mar; y el castillo del Ardiaca en el Portal del Bisbe (plaza Nueva).

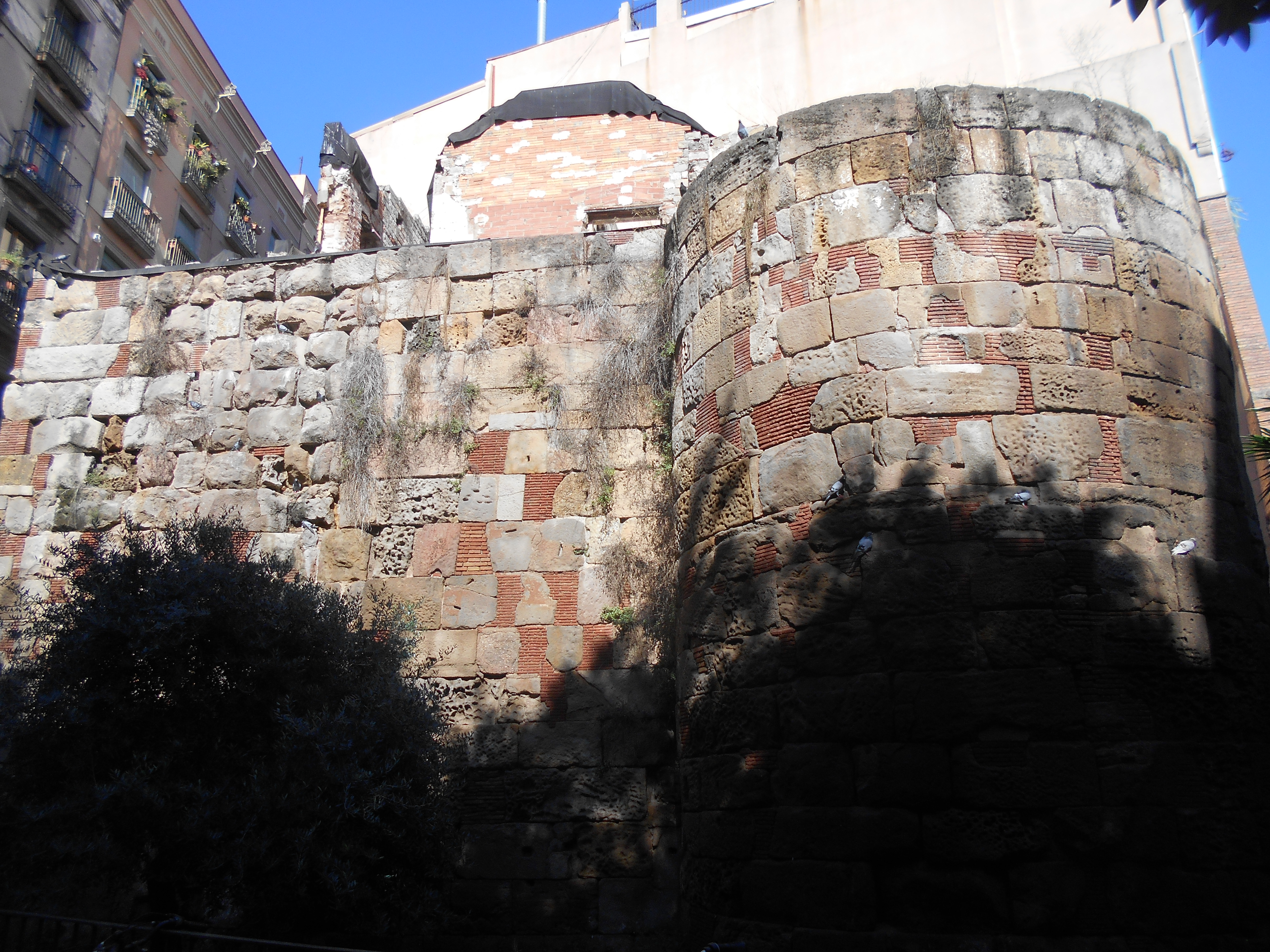
Plaza Traginers

Más adelante, el continuo crecimiento urbanístico propició una nueva prolongación del recinto amurallado, con la construcción de la muralla de El Raval, en la zona occidental de la ciudad, que englobó una superficie de 218 ha, con un perímetro de 6 km. Las obras duraron alrededor de un siglo, desde mediados del siglo XIV hasta mediados del xv. El nuevo recinto urbano partía de las Atarazanas, siguiendo las actuales rondas (San Pablo, San Antonio, Universidad y San Pedro), bajando por el actual paseo de Lluís Companys hasta el monasterio de Santa Clara (en el actual parque de la Ciudadela), hasta el mar (por la avenida Marqués de la Argentera). Actualmente solo se conserva el Portal de Santa Madrona, en las Atarazanas.
En época moderna, tras la formación de la Monarquía hispánica, continuó la ampliación de la muralla: en la primera mitad del siglo XVI se construyó la muralla del Mar, donde se emplazaron los baluartes de Levante, Torre Nueva, San Ramón y Mediodía. En el siglo XVII se amplió nuevamente la muralla de la ciudad con la construcción de cinco nuevas puertas: San Severo, Talleres, San Antonio, San Pablo y Santa Madrona, esta última una reconstrucción de la del siglo XIV.
Las murallas fueron derribadas en el siglo XIX. Durante los siglos XVIII y XIX la población fue creciendo constantemente (de 34 000 habitantes a principios del siglo XVIII a 160 000 a mediados del XIX), lo que comportó un aumento de la densidad poblacional alarmante (850 habitantes por hectárea), poniendo en riesgo la salubridad de la ciudadanía. Sin embargo, debido a su condición de plaza fuerte, el gobierno central se oponía al derribo de las murallas. Comenzó entonces un fuerte clamor popular, liderado por Pedro Felipe Monlau, quien en 1841 publicó la memoria ¡Abajo las murallas!, en la que defendía su destrucción para evitar enfermedades y epidemias. Por fin, en 1854 se dio el permiso para su derribo, con lo que se dio la vía de salida para la expansión territorial de la ciudad, que dio como resultado el proyecto de Ensanche, elaborado por Ildefonso Cerdá en 1859.